# Фоєнь (комуна, Тіміш)
Фоєнь, Фоєні (рум. Foeni) — комуна у повіті Тіміш в Румунії. До складу комуни входять такі села (дані про населення за 2002 рік):
- Кручень (533 особи)
- Фоєнь (1180 осіб)

Комуна розташована на відстані 427 км на захід від Бухареста, 40 км на південний захід від Тімішоари.

## Населення
За даними перепису населення 2002 року у комуні проживали 1713 осіб.
Національний склад населення комуни:
| Національність | Кількість осіб | Відсоток |
| -------------- | -------------- | -------- |
| румуни         | 1274           | 74,4%    |
| угорці         | 299            | 17,5%    |
| серби          | 129            | 7,5%     |
| цигани         | 6              | 0,4%     |
| німці          | 2              | 0,1%     |
| болгари        | 2              | 0,1%     |
| чехи           | 1              | 0,1%     |

Рідною мовою назвали:
| Мова       | Кількість осіб | Відсоток |
| ---------- | -------------- | -------- |
| румунська  | 1288           | 75,2%    |
| угорська   | 292            | 17,0%    |
| сербська   | 124            | 7,2%     |
| циганська  | 4              | 0,2%     |
| німецька   | 2              | 0,1%     |
| болгарська | 2              | 0,1%     |
| чеська     | 1              | 0,1%     |

Склад населення комуни за віросповіданням:
| Релігія        | Кількість осіб | Відсоток |
| -------------- | -------------- | -------- |
| православні    | 1389           | 81,1%    |
| римо-католики  | 300            | 17,5%    |
| п'ятдесятники  | 15             | 0,9%     |
| греко-католики | 4              | 0,2%     |
| реформати      | 3              | 0,2%     |
| унітарії       | 2              | 0,1%     |

## Зовнішні посилання
- Дані про комуну Фоєнь на сайті Ghidul Primăriilor